# Leocarpus
Leocarpus (Link, Mag. Gesell. naturf. Freunde, Berlin 3(1-2): 25 (1809)) è un genere di funghi mucillaginosi appartenente alla classe Myxogastria.

## Specie di Leocarpus
Il genere fu descritto per la prima volta nel 1809 da Johann Heinrich Friedrich Link.
La specie tipo è Leocarpus fragilis (Dicks.) Rostaf. 1875, altre specie incluse sono:
- Leocarpus atrovirens Fr. & Lindgr. 1817
- Leocarpus bisporus Nann.-Bremek. & D.W. Mitch. 1989
- Leocarpus calcareus Link 1809
- Leocarpus cyanescens Fr. 1849
- Leocarpus fulvus T. Macbr. 1899
- Leocarpus granulatus Fr.
- Leocarpus melaleucus Mont. 1855
- Leocarpus minutus Fr.
- Leocarpus nitens Fr.
- Leocarpus parasiticus (Pers.) Gray 1821
- Leocarpus ramosus (Schumach.) Fr. 1849
- Leocarpus spermoides Link 1809

## Sinonimi
- Tripotrichia Corda, Icon. fung. (Prague) 1: 22 (1837)